# Al Muharraq Stadium
Das al Muharraq Stadium (oder auch Sheikh Ali bin Mohammed Al Khalifa Stadium) ist ein Fußballstadion mit Leichtathletikanlage in der Stadt Arad, östlich von al-Muharraq auf der gleichnamigen Insel im Königreich Bahrain. Es ist die Heimspielstätte der Fußballvereine Muharraq Club und Bahrain Club. Die Anlage bietet Platz für 20.000 Zuschauer. 2012 wurde es renoviert.
Im November 2021 fand im Stadion das Finale des AFC Cups 2021 zwischen dem Muharraq Club und Nasaf Karschi aus Usbekistan statt (3:0). Die Anlage ist auch gelegentlich Austragungsort von Länderspiele der bahrainischen Fußballnationalmannschaft.